# 足利如意丸
足利 如意丸（あしかが にょいまる）は、南北朝時代の人物。名は如意王（にょいおう）とも。足利直義の実子として生まれるが、早世する。室町幕府初代将軍の足利尊氏の甥にあたり、室町幕府2代将軍足利義詮や、初代鎌倉公方足利基氏の従弟にあたる。

## 生涯
興国7年/貞和3年（1347年）6月8日、二条京極の吉良満義の宿所において、足利直義の子として生まれる（この時、足利直冬は、既に足利直義の養子になっていた）。生母は直義の夫人・渋川氏であり、父母共に当時41～42歳（数え）という高齢での誕生であった。光厳上皇や各大名・公家などはこの誕生を祝い、それぞれ馬や太刀を贈ったり、祝いの言葉を伝えたりした。観応の擾乱で対立することになる直義の兄・尊氏も、この時は喜びの気持ちを表している。なお、『太平記』では如意丸（如意王）は直義の命によって殺害された護良親王の転生だとする見解が記されている。
しかし、観応2年（1351年）2月25日、観応の擾乱の最中に石清水八幡宮の軍陣に直義といた際、陣中の厳しい寒さのためか急死する。享年5（数え年）。同年4月8日、直義は如意丸（如意王）の追善供養のための料所として、但馬国太田荘秦守を臨川寺三会院に寄進した。